# فيليبي ماتشادو سيلفا
فيليبي ماتشادو سيلفا (30 أكتوبر 1998 بريو دي جانيرو في البرازيل - ) هو لاعب كرة سلة برازيلي في مركز هجوم صغير الجسم.